# Kostel Panny Marie Růžencové (Plzeň)
Kostel Panny Marie Růžencové v Plzni, je farním a také jediným kostelem farnosti Plzeň-Slovany. Vlastní stavba se nachází v centru Jiráskova náměstí, které je jedním z ústředních bodů plzeňského Východního předměstí zvaného též Slovany. Kostel je součástí kláštera dominikánů, který je od 7.4.1999 nemovitou kulturní památkou.

## Historie
Prvním milníkem pro vznik komplexu je rok 1910, kdy od 1. května začala na základě výnosu Ministerstva kultury a vyučování ze dne 28. 1. 1908 působit historicky druhá farnost v Plzni, rozkládající se v jižní části města a dále východně přes čtvrť Lobzy až k Rokycanské ulici. Správa této farnosti byla svěřena dominikánům, což znamenalo jejich návrat do Plzně po 124 letech.
Vlastní stavba kostela Panny Marie Růžencové byla zahájena po dvou letech příprav tedy dne 1. 5. 1912. Základy pod věží byly vybetonovány, ostatní vyzděny. 15. 8. 1912 byl posvěcen základní kámen v presbytáři, v listopadu téhož roku již betonovány stroky kostela a stavěny krovy a 25. července 1913 vztyčen kříž na věži kostela. Stavba byla dokončena posvěcením, které provedl dne 30. 10. 1913 pražský arcibiskup Lev kardinál Skrbenský, ačkoliv interiér byl ještě bez lavic, nebyly instalovány boční oltáře atd.

## Popis
Kostel byl vybudován stavitelem architektem Eduardem Sochorem z Prahy dle plánů architekta Antona Möllera z Varnsdorfu. Stavba je modernizovanou bazilikou s prvky německé moderny a pozdní secese. Stavebně se jedná o trojlodní kostel o délce 55,27 metrů a šířce transeptu 24 metrů oddělujícího hlavní loď od 12 metrů širokého a mírně vyvýšeného presbytáře. Výška stropu je pak 13 metrů nad podlahou kostela. Vnější dominantou kostela je kostelní věž vysoká 56,75 metrů se zvony Josefem (2004) a Dominikem (2005) a hodinami z roku 1923. Starý nefunkční zvon Josef (1599) je umístěn v kostele. Mezi významný vnitřní inventář kostela patří především pět oltářů, sousoší Panny Marie Růžencové nad hlavním oltářem, svatostánek s měditepanými reliéfy, sochy klečícího sv. Dominika a papeže sv. Pia V., křížová cesta a zpovědnice (1914) či kazatelna z roku 1930.

## Fotogalerie

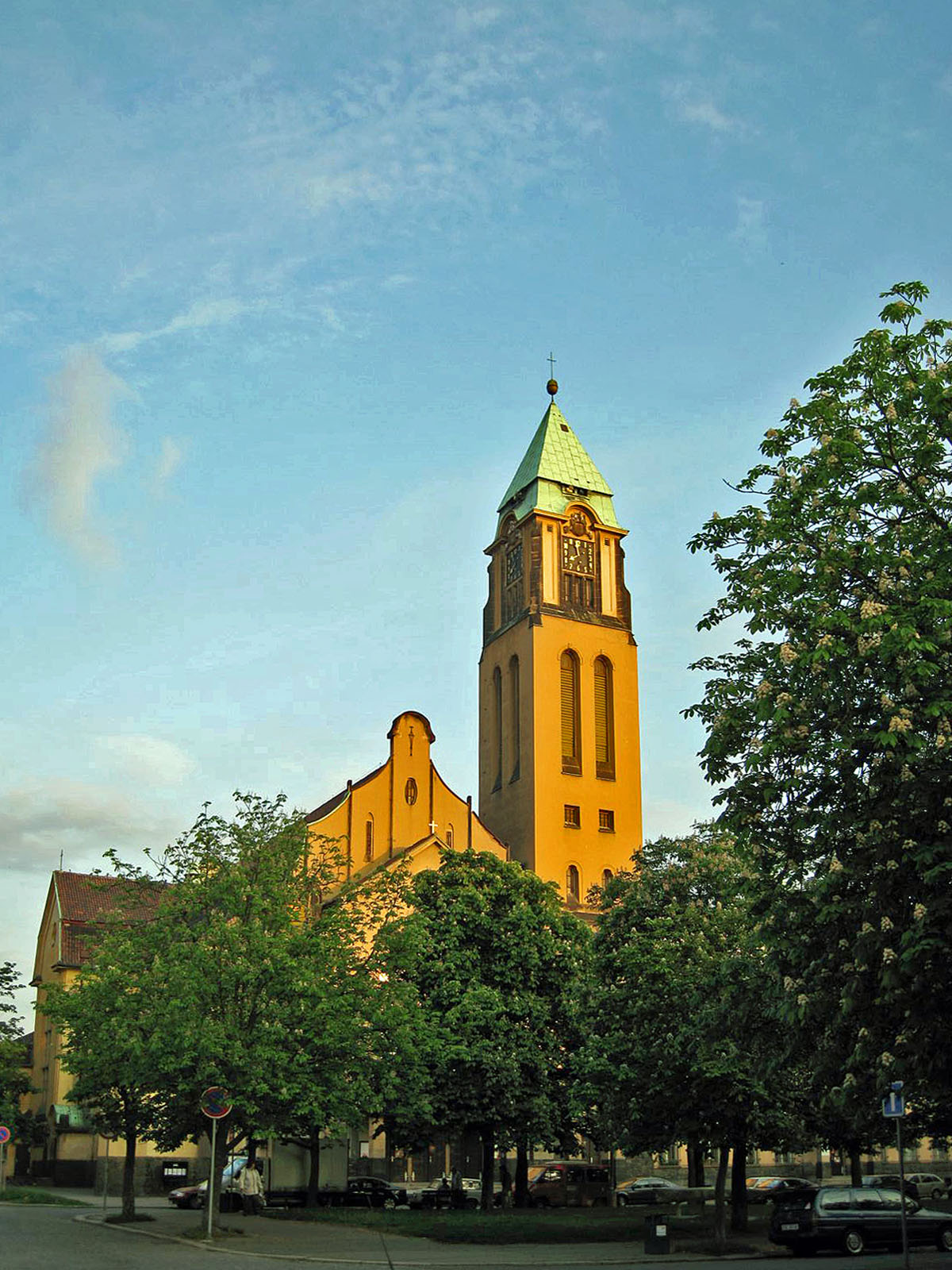
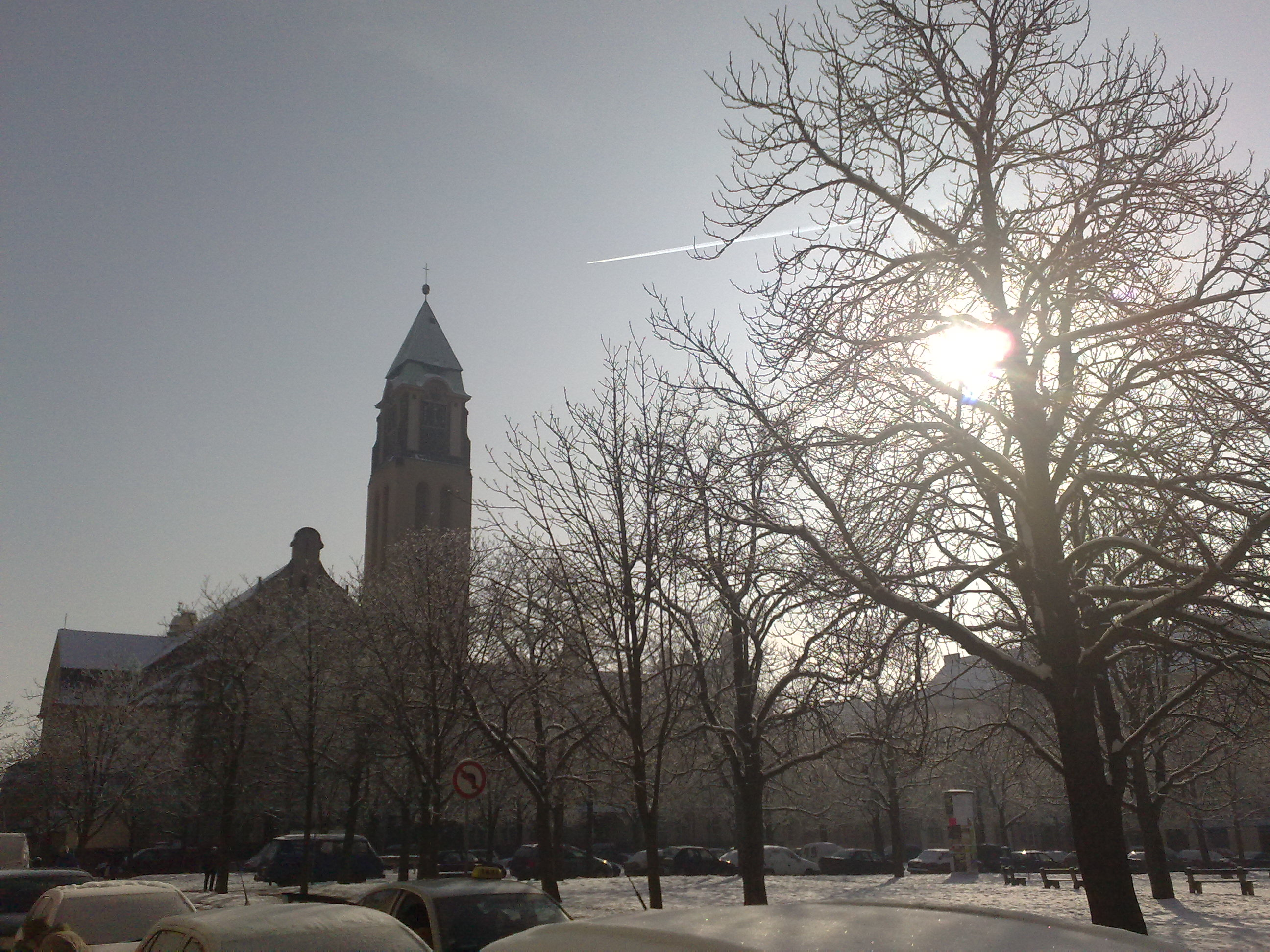
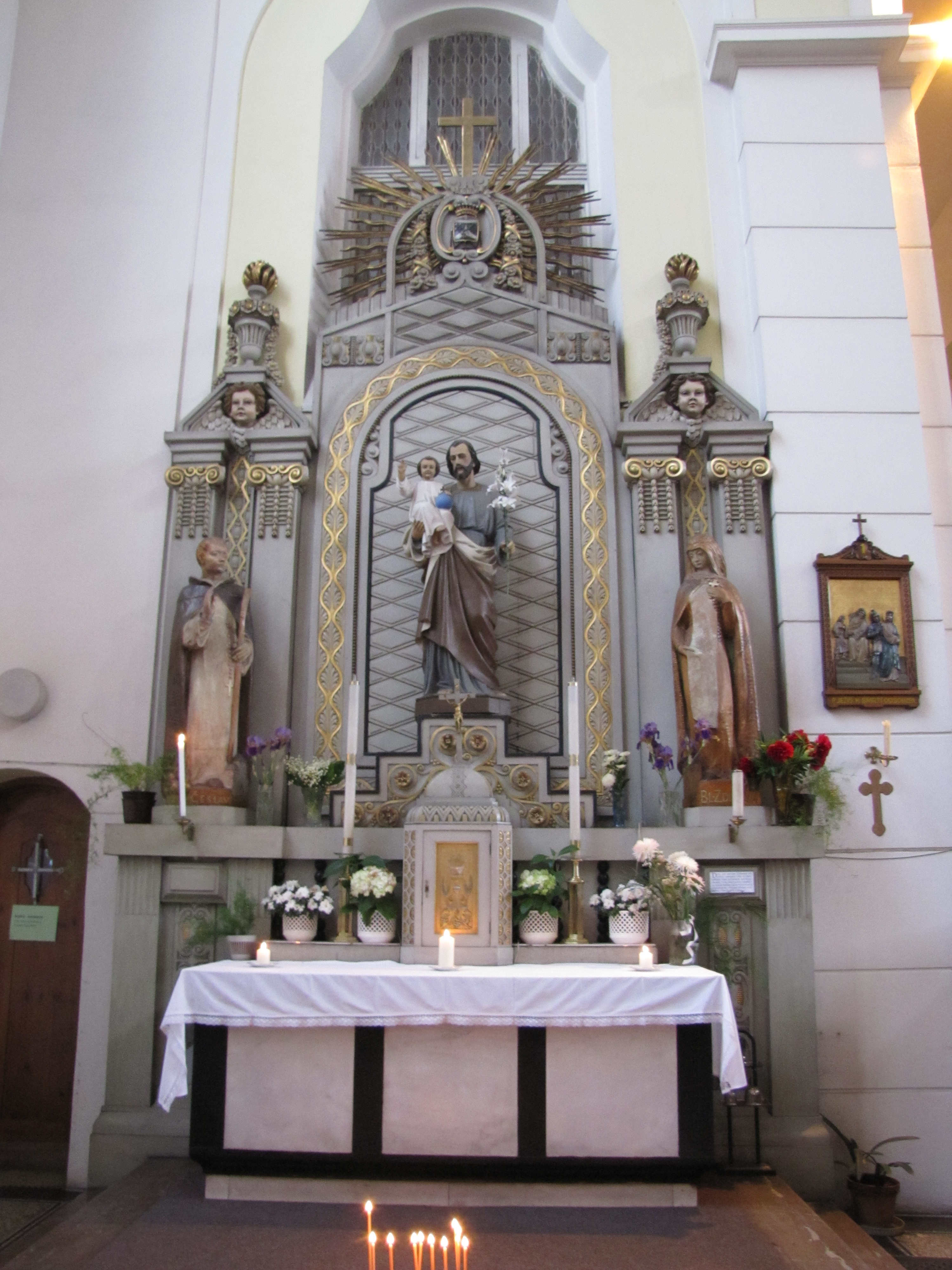
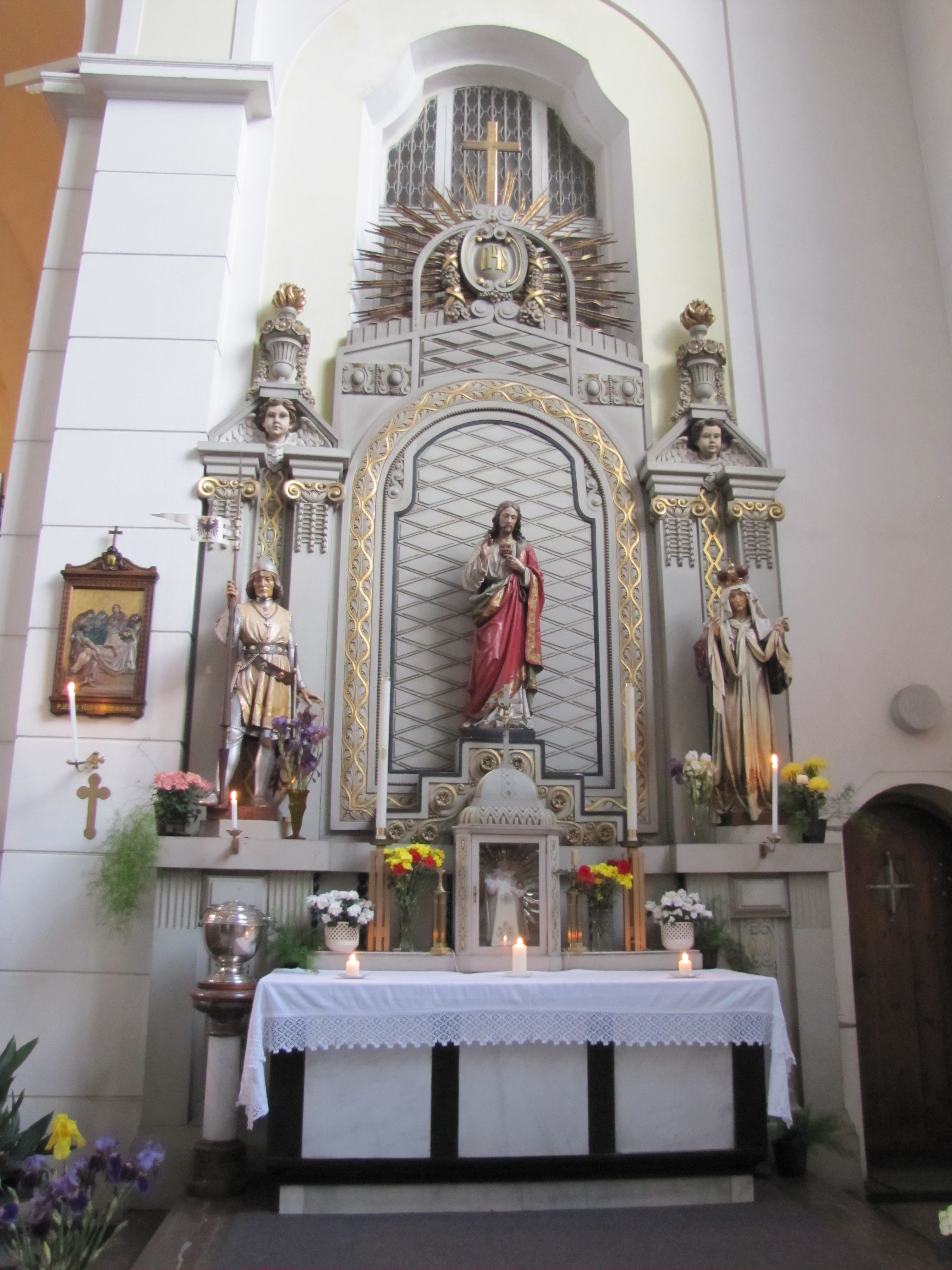
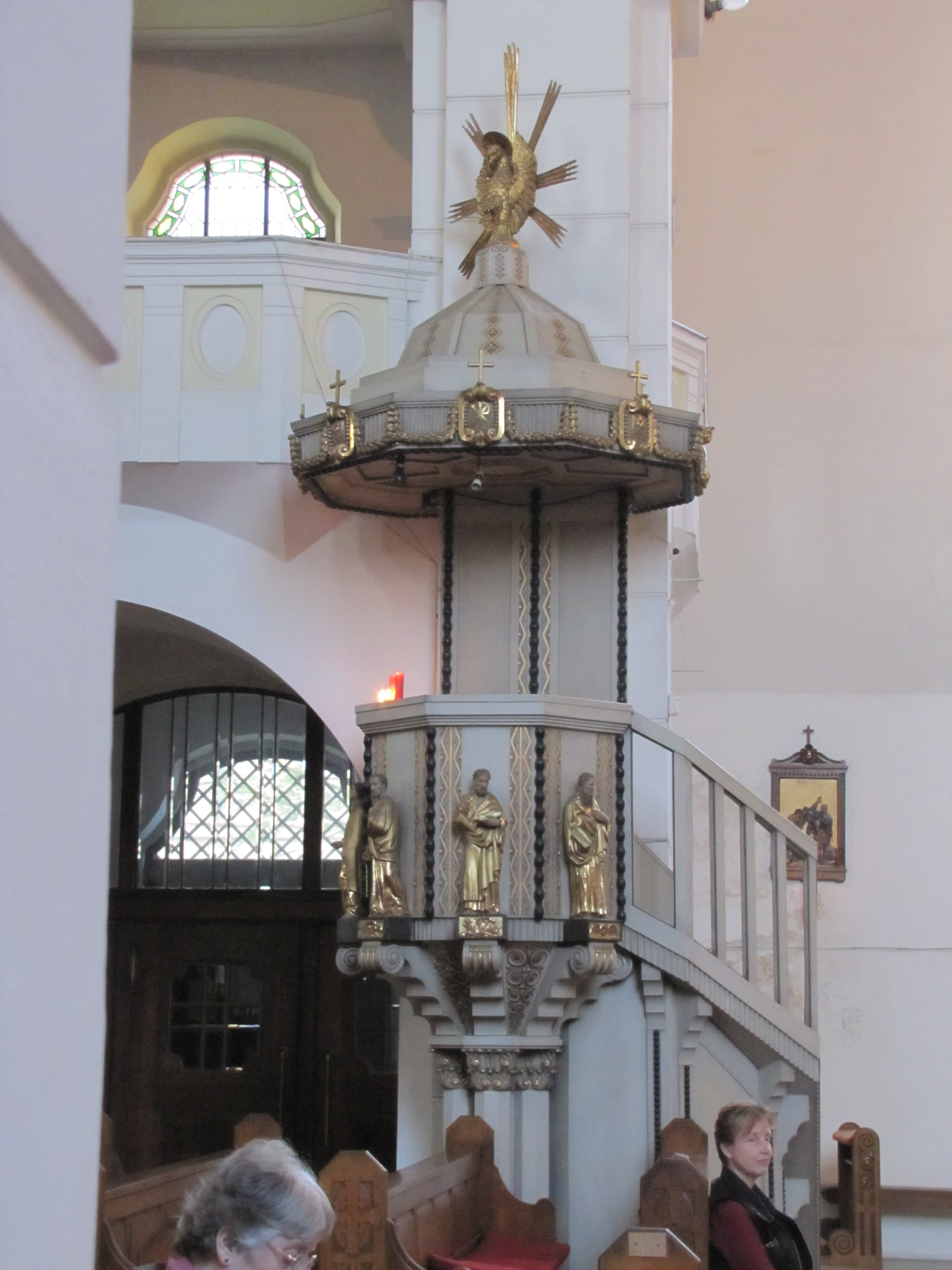
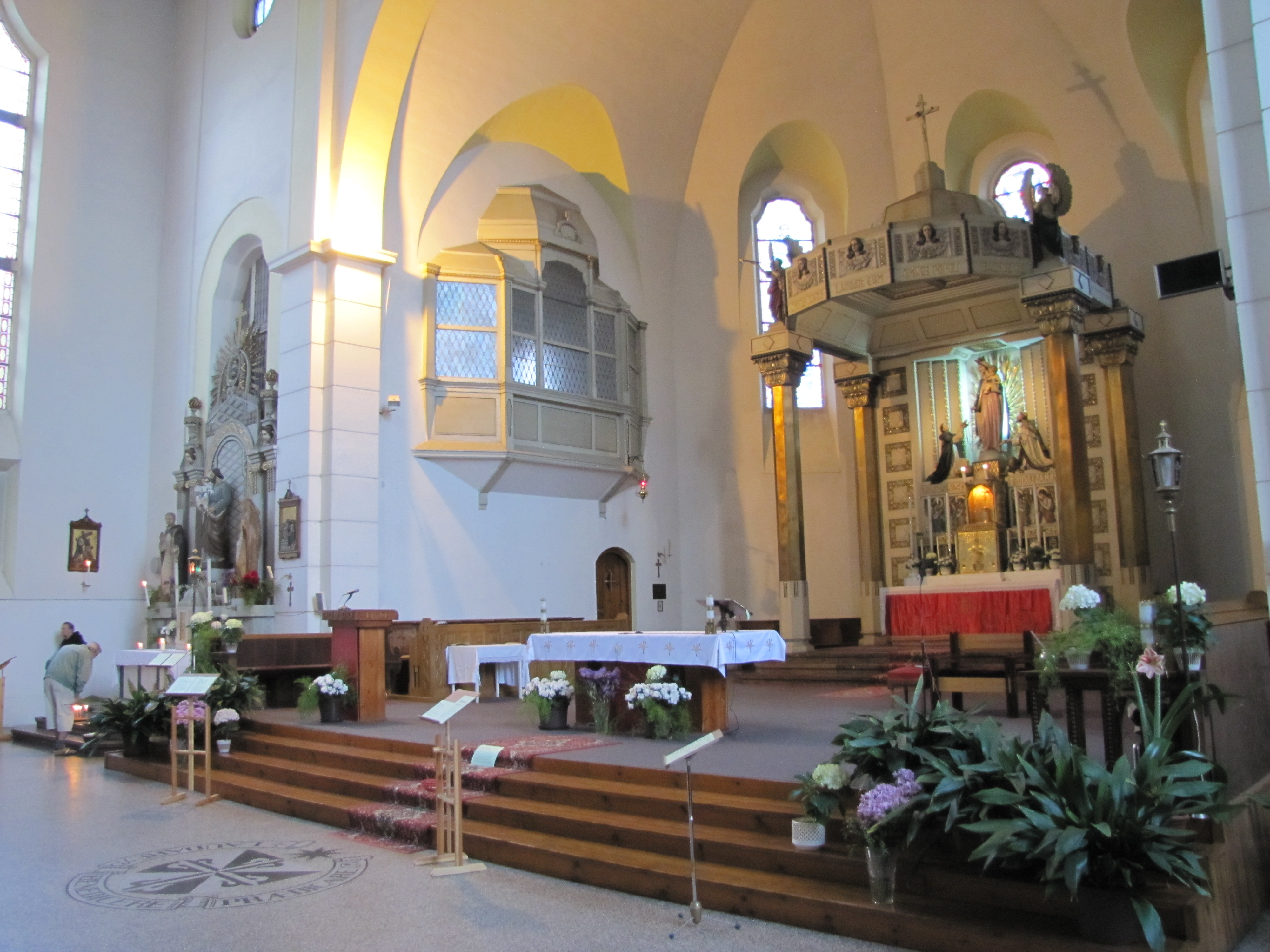
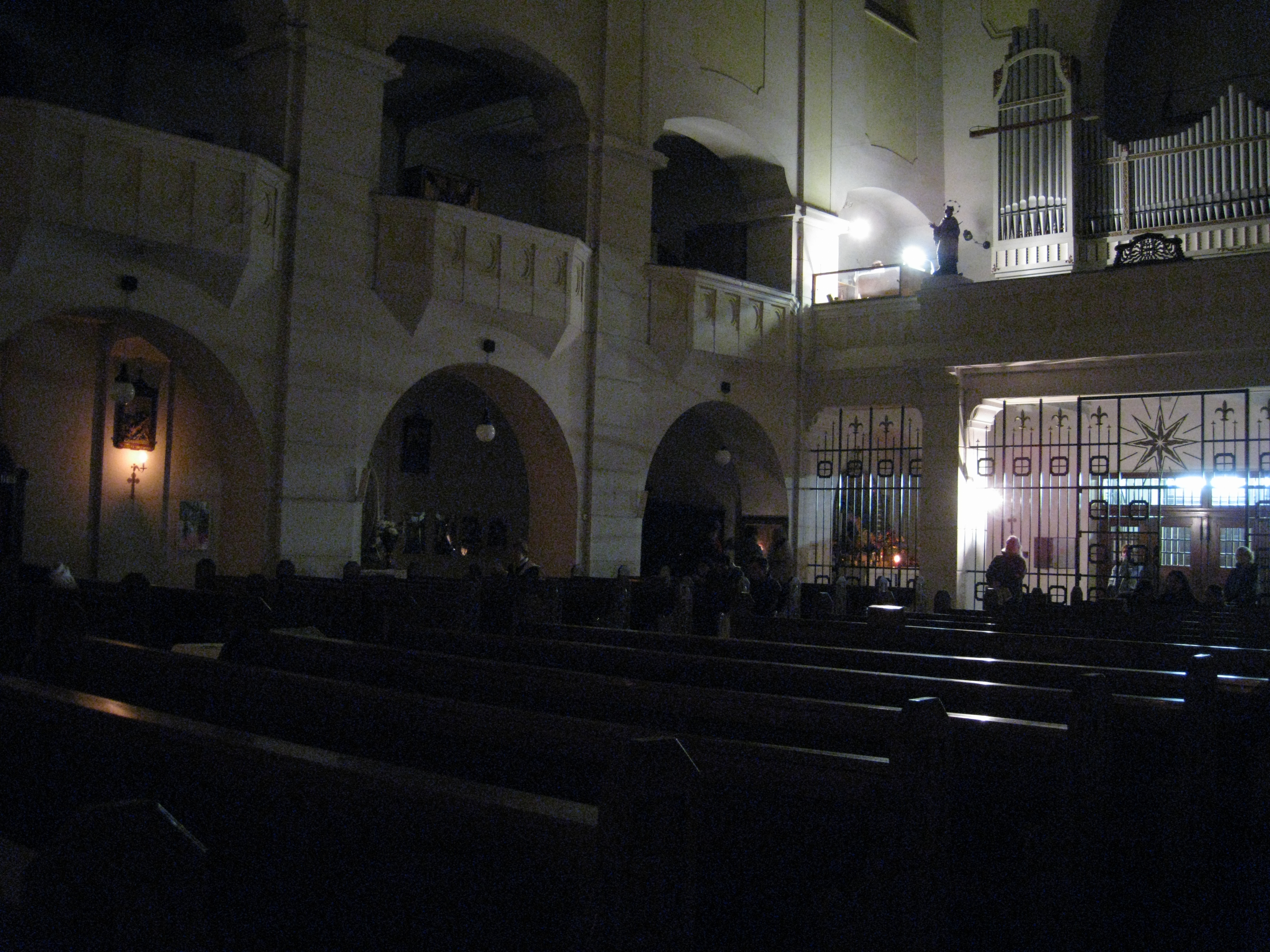